# Luisella Boni
Pour les articles homonymes, voir Boni.
 (juin 2025).
Si vous disposez d'ouvrages ou d'articles de référence ou si vous connaissez des sites web de qualité traitant du thème abordé ici, merci de compléter l'article en donnant les références utiles à sa vérifiabilité et en les liant à la section « Notes et références ».

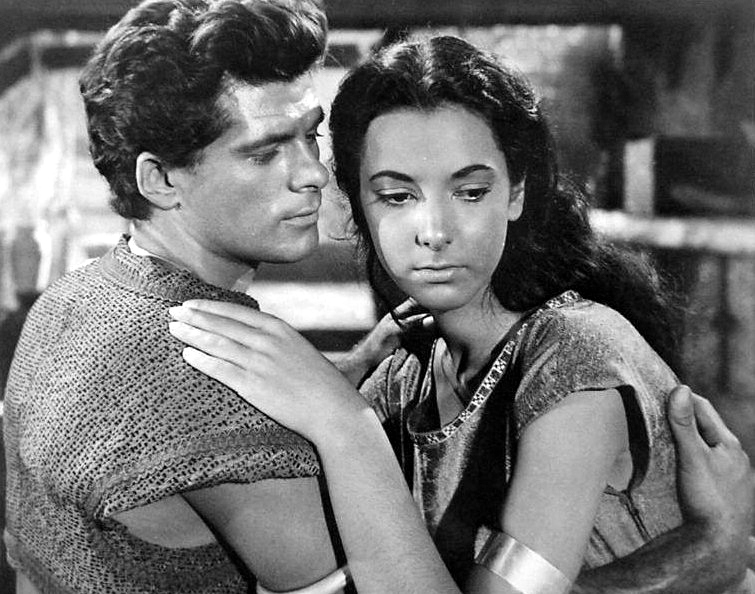
Avec Dewey Martin, dans La Terre des pharaons (1955, photo promotionnelle)

Luisa Angela Bozzo — née le 24 juillet 1935 à Côme (Lombardie) — est une actrice italienne, connue sous les noms de scène de Luisella Boni et occasionnellement, de Luisa Boni ou Brigitte Corey.

## Biographie
Au cinéma, à ce jour, elle contribue à trente-six films, majoritairement italiens ou en coproduction ; les trente-deux premiers sortent entre 1953 et 1963, dont Nana de Christian-Jaque (1955, avec Martine Carol et Charles Boyer), Tabarin de Richard Pottier (1958, avec Annie Cordy et Michel Piccoli) et Hercule se déchaîne de Gianfranco Parolini (1962, avec Brad Harris et Serge Gainsbourg), trois coproductions franco-italiennes. S'ajoutent le film américain La Terre des pharaons d'Howard Hawks (1955, avec Jack Hawkins et Joan Collins) et le film allemand Gefährliche Reise (1961).
Après 1963, elle tourne quatre autres films, les deux premiers sortis en 1983 ; les deux derniers sont Caterina va en ville de Paolo Virzì (2003, avec Sergio Castellitto et Margherita Buy) et Studio illegale (it) d'Umberto Carteni (2013, avec Fabio Volo et Zoé Félix).
Pour la télévision, Luisella Boni apparaît dans six téléfilms (1967-2004) et huit séries (1957-2013). Mentionnons la mini-série italienne Orgoglio e pregiudizio (cinq épisodes, 1957, avec Virna Lisi et Franco Volpi) et la série en coproduction Pepe Carvalho (d'après les écrits consacrés au personnage éponyme, un épisode, 1999).
Enfin, durant sa carrière, elle joue également au théâtre, notamment dans Les Fourberies de Scapin de Molière en 1976. 

## Filmographie partielle

### Cinéma
(films italiens ou en coproduction, sauf mention contraire)
- 1953 : Canzoni, canzoni, canzoni de Domenico Paolella
- 1953 : Phryné, courtisane d'Orient (Frine, cortigiana d'Oriente) de Mario Bonnard : Touni
- 1953 : L'Amour à la ville (L'amore in città), film à sketches, segment Le Bal du samedi soir (Paradiso per tre ore) de Dino Risi
- 1953 : Le Trésor du Bengale (Il tesoro del Bengala) de Gianni Vernuccio : Karma
- 1954 : Quelques pas dans la vie (Tempi nostri), film à sketches d'Alessandro Blasetti et Paul Paviot, segment Scena all'aperto  : elle-même
- 1955 : Nana de Christian-Jaque : Estelle
- 1955 : Les Vitriers (Il piccolo vetraio) de Giorgio Capitani : Gisella
- 1955 : La Terre des pharaons (Land of the Pharaohs) d'Howard Hawks (film américain) : Kyra
- 1957 : Belles de l'air (Le belle dell'aria) de Mario Costa et Eduardo Manzanos Brochero : Fernanda Calandra
- 1958 : Tabarin de Richard Pottier : Simone
- 1959 : Le Chevalier du château maudit (Il cavaliere del castello maladetto) de Mario Costa : la comtesse Isabella
- 1961 : Samson contre Hercule (Sansone) de Gianfranco Parolini : Janine
- 1961 : Les Corsaires des Caraïbes (Il conquistatore di Maracaibo) d'Eugenio Martín : Altagracia
- 1962 : Hercule se déchaîne (La furia di Ercole) de Gianfranco Parolini : Daria
- 1962 : Commando X.X.P.8 (Zwischen Schanghai und St. Pauli) de Roberto Bianchi Montero et Wolfgang Schleif : Diana
- 1963 : Le Jour le plus court (Il giorno più corto) de Sergio Corbucci : une volontaire de la Croix Rouge
- 1983 : Lontano da dove de Stefania Casini et Francesca Marciano : Eleonora Serpieri
- 2003 : Caterina va en ville (Caterina va in città) de Paolo Virzì : Andreina, la mère de Gianfilippo
- 2013 : Studio illegale (it) d'Umberto Carteni (it) : Mme Carugato

### Télévision

#### Séries
- 1957 : Orgoglio e pregiudizio, mini-série en 5 épisodes : Lydia Bennet
- 1966 : Melissa, mini-série en 6 épisodes : Joyce Dean
- 1993-1994 : Don Fumino, saison unique, 6 épisodes : la comtesse
- 1999 : Pepe Carvalho, épisode L'avant-centre sera assassiné à la tombée du jour (Il centravanti è stato assassinato verso sera) de Franco Giraldi : Anna

#### Téléfilms
- 1967 : Totò a Napoli de Daniele D'Anza : la présentatrice
- 1968 : Non cantare, spara de Daniele D'Anza : Dorothy McDonald
- 2002 : Le ragazze di Miss Italia de Dino Risi